# Fernando Andrade Roa
Fernando José Andrade Roa (Michelena, Táchira, Venezuela, 7 de junio de 1981) es un político y abogado venezolano, exalcalde del municipio Michelena, cargo que ocupó entre 2008 y 2017. Es dirigente regional del sector de iure del partido COPEI en el Estado Táchira y excandidato a la gobernación del Táchira por la Mesa de la Unidad en las elecciones regionales de 2021.

## Trayectoria
A sus 24 años, Andrade fue electo concejal  del municipio Michelena en las elecciones del 2005 con el apoyo de COPEI. En las elecciones de 2008 consiguió la alcaldía de Michelena, respaldado por los socialcristianos y partidos opositores como Acción Democrática, Primero Justicia o Podemos, resultando electo con el 54 %. Andrade afirmó ser, para el momento de su elección, uno de los alcaldes más jóvenes del país.
Fue reelecto en las municipales de 2013 bajo la tarjeta de la Mesa de la Unidad Democrática (MUD), cuando consiguió, al igual que en 2008, el 54 % de votos. El 15 de mayo de 2017, colectivos chavistas armados intentaron robar el vehículo de Andrade frente a lla sede de la policía en la localidad, a quienes responsabilizó por la inacción al momento del ataque.
En agosto de 2017 lanzó su precandidatura a gobernador de Táchira dentro de las primarias de la MUD y presentó un plan de gobierno. Andrade fue derrotado en las primarias por Laidy Gómez, de Acción Democrática. Tras la división de COPEI acentuada en 2020 con la junta ad hoc de tendencia oficialista, Andrade se alineó con la facción denominada «COPEI−ODCA», encabezada por los dirigentes electos del partido la cual simpatiza con la MUD.
Por segunda vez, Andrade se presentó a la gobernación del Táchira con el apoyo de la Mesa de la Unidad Democrática el 30 de agosto de 2021 en las elecciones regionales de ese año.